# Pereute charops
Pereute charops is een vlindersoort uit de familie van de Pieridae (witjes), onderfamilie Pierinae.
Pereute charops werd in 1836 beschreven door Boisduval.

## Kenmerken
De vleugels zijn donker gekleurd met lichte strepen op de voorvleugels.

## Leefwijze
De maantjes zijn erg territoriaal en verdedigen hun zonovergoten plekjes in het regenwoud. Mannelijke soortgenoten worden zonder pardon weggejaagd.

## Verspreiding en leefgebied
Deze vlindersoort komt voor van Mexico tot Peru in bergstreken op een hoogte van 1200 tot 2200 meter.

## Waardplanten
De waardplanten behoren tot de plantenfamilie Loranthaceae.